# 京観
京観（けいかん）とは、古代中国において戦争で討ち取った敵兵をつみあげるなどして埋葬し塚を作り、戦勝の記念碑とする風習。『三国志』や『新唐書』などにもこの表現がみられる。「京観」という表記そのものは「高く作り上げた見はらし台」と言った程度の意味で、漢文学者の白川静によれば「京」の文字は城門の上に望楼のある形からなる象形文字で、説文解字は「人工の高丘の形」としているがアーチ状の門の形であり、これを都城や陣営の入り口に設けたものが「京観」、城門が二重のものを「重京」と呼び、戦場で作成される「京観」は凱旋門のような意味もあったとする。さらに王莽が築いた京観は髑骨台（どっこつだい）と呼ばれ髑髏（どくろ）台形式のものもあったのであろうと推測している。
中国ではかなり古い時代から京観が作られたと推測されている。記録上の初出は『春秋左氏伝』宣公12年（紀元前597年）に邲の戦いで晋に勝利した楚において、大臣の潘党が荘王に対して「君盍築武軍而收晉尸以爲京観。臣聞克敵必示子孫、以無忘武功。」（「武軍として晋軍の死骸で京観を築くのはいかがでしょう。敵を撃破したときには子孫にそのことを示し、武功を忘れさせないようにすると、私は聞いております」）と勧めたところ、王は「（京観は）古来より明王が不敬の者を討った時にその鯨鯢（遺体もしくは首級）の上に土を盛って刑罰にしたもので、晋にそこまでの罪はなく民は忠誠を尽くして君命に命を捧げた者である」としてこれを斥けたとされる。考古学的には河北省易県燕下都遺址にある高さ10ｍ・直径数十mの円形の版築をした烽火台の遺構の中から2000人分の人頭骨が出土している。骨には戦闘による痕跡のあるものや鏃が付いたままのものもあることから、紀元前284年に燕の楽毅が斉を破った時の斉軍の首級であるとする説もある（烽火台は全部で14基あるため、3万人近い人頭骨が埋められた可能性がある）。
時には10万人規模で兵を殺し、京観を作ったとされる。これは戦によって討ち取った敵兵の数を誇るためだとも、太平を保つことの大切さへの戒めともいわれている（春秋左氏伝宣公十二年）。また、前漢末期に王莽の簒奪の動きに反発した翟義らが反乱を起こして鎮圧された時に、王莽は翟義以下の首で反乱の主要地点である5か所に京観を作って標木を建てさせて地方官が管理するように命じており、国家による官民に対する威嚇効果もあったと考えられている。
魏晋南北朝時代になると戦乱が多発したこと、華北に北方少数民族の政権が相次いで建てられたこともあり、戦功の誇示や人々への威圧の意味を込めてしばしば京観が作られた。その一方で、こうした風潮に対する批判も現れるようになり、東晋の檀道済は捕えた俘虜を悉く殺害して京観を築くべきとの意見を斥けて解放したことで敵方の心を靡かせ、南斉の皇帝東昏侯を討った蕭衍（梁の武帝）は、敵方の遺体を家族に返すように努め、出来なかった者は地方官に命じて手厚く葬らせた。そして、隋を建国した楊堅（文帝）は、京観の代わりに寺院を建立して味方兵士の冥福を祈るとともに敵兵士の「従闇入明」（闇から抜けて明に従うように）を祈ったのである。この動きは、唐の李世民（太宗）によって徹底され、敵味方の戦死者のために昭仁寺など7つの寺を建立したのに続いて、貞観5年（631年）2月14日には新旧問わず京観を破壊するように命じる詔を出したのである。全ての京観が破壊できた訳ではなく、また薛挙が李世民を破った際に唐軍兵士の遺骸で作った京観を破壊する意図も含まれていたとみられているが、実際に各地で京観が破壊されたとみられている。
蕭衍・楊堅・李世民が京観に否定的な態度を示した背景には仏教信仰との関連性が考えられているが、その路線は彼らの後継者に継承された訳ではなく、唐でも7世紀末になると、積極的に京観が築かれるようになり、その後も規模は小さくなりつつも宋・元・明・清でも築かれている。
日本や朝鮮でも中国の故事にならい、「京観」を作った事例が残るが、日本では首塚や耳塚などの類が一般的であり京観そのものはあまり一般的にはならなかったようである。
近代以降も日本では「京観」という言葉が使われる事があったが、この場合は敵兵の死体で作成したものではなく、単に「戦勝の記念碑」、「戦利品」としての意味合いをもつ。